# Сузана Кларк
Сузана Кларк (енгл. Susanna Clarke; Глазгов, 1. новембар 1959) је британска списатељица позната по свом делу из жанра фантастике Џонатан Стрејнџ и господин Норел објављеном 2004. године.
Рођена у Нотингему, детињство је провела по градовима Северне Енглеске те Шкотске пре него што је уписала студије на Оксфорду.
Њен дугогодишни животни партнер је такође писац научне фантастике Колин Гринланд, с којим живи од 1996.